# 威廉·史密斯 (地质学家)
威廉·史密斯（William Smith，1769年3月23日—1839年8月28日）是一位英国地质学家，他对地层学的发展有重要贡献，他在1815年编绘了最早的英格兰和威尔士现代地质图，很多由他命名的地层名称一致沿用至今。

## 生平

### 早年
出生于牛津郡一农民家庭，父亲是一位铁匠。七岁时其父亲去世，他由其叔叔领养。他进入一个乡村学校接受教育，他自己购书学习了测量学的基本原理，同时在科茨沃尔德丘陵收集化石。1787年，他成为山地斯托（Stow-on-the-Wold）的测量员爱德华·韦布（Edward Webb）的助手。
1793年他在参与萨默塞特煤运河（Somersetshire Coal Canal）工程初测的过程中，发现该地区北部露头的岩层非常规律的向东倾斜。1794年在勘察运河和煤矿的长途考察中，史密斯有机会扩大他的考察。1795年新运河开始挖掘，史密斯发现每一层岩层都有属于本岩层特有的化石。他在运河工程上工作直至1799年被解雇。但他凭借自己良好的声誉在巴斯成为一名地质工程师。

### 繪製地質圖

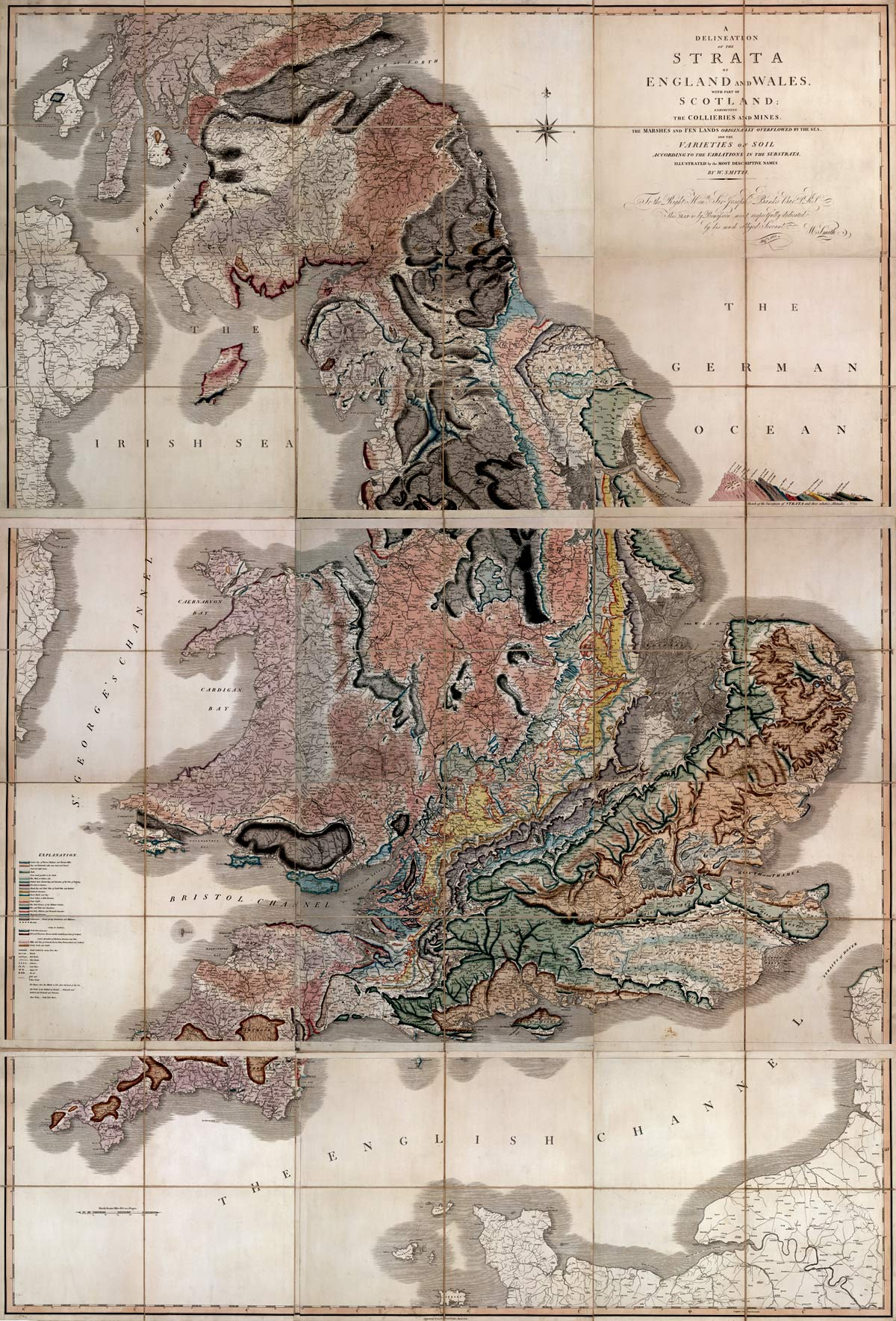
威廉·史密斯1815年製成的大不列顛地质图

1804年他将自己的办公地点搬至伦敦。威廉·史密斯丰富和实用的地质和地下水知识使得他成为该领域顶尖的专家，但为完成英格兰地质图，他花费了大量的时间和金钱。1815年他完成了具有跨时代意义的现代地质图--《A Delineation of the Strata of England and Wales, with Part of Scotland》，之后在1819年至1824年他又完成了一系列优秀的地图。

### 財務困境
但是这些成就没能给他带来财富，史密斯一直处于资金周转不灵，接下来由于拿破仑战争导致的农业大萧条加剧了其经济危机。他被迫将自己收藏的化石卖给大英博物馆。
1819年其债权人罚没了他在伦敦的财产，他因此入狱10周。出狱后他离开伦敦前往约克郡，在度过很长一段时间居无定所的日子后，他在斯卡伯勒定居，与一群地质爱好者生活在一起。

### 獲得肯定
1822年，威廉·科尼比尔和威廉·菲利普在他们合著的《Outlines of the Geology of England and Wales》中对史密斯的成果给予很高的评价。1831年，他成为伦敦地质学会首届沃拉斯顿奖得主。
1839年，他在前往伯明翰参加一场学术会议的途中在北安普顿病逝。